# Nationalpark Jeannette Kawas
Der Nationalpark Jeannette Kawas (Spanisch: Parque Nacional Jeannette Kawas) befindet sich auf dem Gebiet der Gemeinde Tela, an der nördlichen Seite der karibischen Küste im honduranischen Atlántida. Der Park wurde von der PROLANSATE Organisation gegründet und auch von ihr verwaltet. Der Name PROLANSATE stammt von Protection of Lancetilla, Punta Sal und Texiguat.

## Geschichte
Der Park hatte ursprünglich den Namen Punta Sal National Park, wurde allerdings später zu Ehren der Umweltaktivistin und PROLANSATE Präsidentin Jeanette Kawas in Nationalpark Jeannette Kawas umbenannt. Sie wurde am 6. Februar 1995 ermordet, da sie sich dafür einsetzte Palmölplantagen aus dem Schutzgebiet fernzuhalten.
Der Nationalpark ist Teil der Ramsar Convention Liste für Feuchtgebiete von internationaler Wichtigkeit und wurde am 28. März 1995 gegründet.

## Geographie
Der Park liegt auf den Graden 15º51'N 087º40'W zwischen Längengrad 87º29' und 87º52' West und Breitengrad 15º42' und 16º00' Nord an der Nordküste von Honduras. Der Park ist 781,5 Quadratkilometer groß.

## Ökosystem
Der Park birgt zahlreiche Ökosysteme mit einer großen Anzahl verschiedener Arten. Diese Ökosysteme unterscheiden sich in:
- Strände
- Tropische Wälder
- überschwemmte Wälder
- Mangroven Wälder
- Lagunen
- Flüsse

## Tiere

### Vögel
- Quetzal (Vogel)

### Säugetiere
- Karibik-Manati
- Stenella Delfin
- Gemeiner Delfin
- Weißschulterkapuziner
- Brüllaffen

### Fische
- Tarpune
- Centropomus

### Reptilien
- Spitzkrokodil
- Meeresschildkröten, wie zum Beispiel die Suppenschildkröte, Lederschildkröte, Echte Karettschildkröte und die Unechte Karettschildkröte
- Grüner Leguan
- Abgottschlange
- Spitzkopfpython

### Arthropode
- Seidenspinnen (Gattung)

## Pflanzen
- Acalypha skutchii
- Cappatis truerchkhemii
- Columnea tuerckheimii
- Cordia truncatifolia
- Ormosia macrocalyx
- Phyllanthus elsiae
- Rinorea hummelii
- Salacia impressifolia
- Sida antillensis
- Sida troyana